# Љубав на први вау
Љубав на први вау (енгл. Puppy Love) америчка је романтична комедија из 2023. године. Главне улоге тумаче Луси Хејл и Грант Гастин, а приказан је 18. августа 2023. године.

## Радња
Након катастрофалног првог Tinder састанка, Никол и Макс се више никад не желе видети. Али када несрећни пар сазна да им пси ишчекују штениће, одлучују остати заједно док се малишани не роде. Урнебесно неусклађени, Никол и Макс присиљени су постати одговорни сародитељи, али на крају и сами проналазе љубав.

## Улоге
| Глумац        | Улога            |
| ------------- | ---------------- |
| Луси Хејл     | Никол Метјуз     |
| Грант Гастин  | Макс Стивенсон   |
| Нори Дејвис   | Сид              |
| Кристина Ли   | Шеј              |
| Ал Миро       | Хантер Фостерини |
| Рејчел Рајзен | Лорејн           |
| Џејн Симор    | Дајана Метјуз    |
| Кори Вудс     | Харпер           |
| Мајкл Хичкок  | др Херт          |